# Ким Юнджин
Ким Юнджин (кор. 김윤진, англ. Yunjin Kim; род. 7 ноября 1973, Сеул) — южнокорейская актриса кино и телевидения. Получила широкую известность благодаря роли Сун Квон в телесериале «Остаться в живых».

## Биография
Ким родилась 7 ноября 1973 в Сеуле. В десять лет вместе с родителями она переехала в США в городской район Нью-Йорка Статен-Айленд. В школьном возрасте поступила в драматический кружок и участвовала в мюзикле Моя прекрасная леди.
Окончив Высшую школу музыки, искусства и актёрского мастерства, поступает в Лондонскую Академию актёрского мастерства, а затем в Бостонский университет. По окончании университета, Ким принимает участие в различных программах на телеканале MTV и играет небольшие роли в сериалах на телеканале ABC.
В 1997 году играет в корейском сериале «Великолепный отдых», съёмки которого проходили в Нью-Йорке. После съёмок принимает решение вернуться в Корею, где её приглашают в телесериал «Свадебное платье». После долгих раздумий актриса отклоняет предложение. В 1999 году Ким получает роль в успешном корейском фильме «Шири». После этого она снялась ещё в нескольких фильмах азиатского производства.
В 2004 году вновь возвращается в США и получает приглашение сняться в культовом телесериале «Остаться в живых» в роли Сун. Благодаря съёмкам в сериале, Ким получает мировую известность.
В 2012-2016 гг. снималась в телесериале ABC «Любовницы», который вышел на экраны в июне 2013 года.

## Личная жизнь
Ким вышла замуж за своего бывшего менеджера Чон Хёк Пака в марте 2010 года сразу после съёмок финального эпизода «Остаться в живых» на острове Оаху.

## Фильмография
| Год       |   | Русское название         | Оригинальное название | Роль                   |
| --------- | - | ------------------------ | --------------------- | ---------------------- |
| 1998      | с | Свадебное платье         | 웨딩 드레스           | Джина                  |
| 1999      | ф | Шири                     | 쉬리                  | Ли Мён Хён / Ли Пан Хи |
| 2000      | ф | Джинко: Легенда о воинах | 단적비연수            | Йон                    |
| 2002      | ф | Вчера                    | 예스터데이            | Ким Хи Су              |
| 2004—2010 | с | Остаться в живых         | Lost                  | Квон Сун Хва           |
| 2005      | ф | Июньский дневник         | Diary of June         | Сео Юн Хи              |
| 2008      | ф | Семь дней                | 세븐 데이즈           | Ю Чжи Йон              |
| 2009      | ф | Гармония                 | 하모니                | Чон Хё Кон             |
| 2012      | ф | Соседи                   | 이웃사람              | Кьюн Хи                |
| 2013      | с | Любовницы                | Mistresses            | Карен Ким              |
| 2014      | ф | Ода моему отцу           | 국제시장              | Юнджа                  |